# Ронки (Кунео)
Ронки је насеље у Италији у округу Кунео, региону Пијемонт.
Према процени из 2011. у насељу је живело 454 становника. Насеље се налази на надморској висини од 475 м.